# Samú Costa
Samuel "Samú" de Almeida Costa (* 27. listopadu 2000) je portugalský profesionální fotbalista, který hraje na pozici defenzivního záložníka za španělský klub RCD Mallorca a portugalský národní tým.

## Klubová kariéra

### Braga
Costa se narodil v Aveiru a v mládí hrál za kluby Beira-Mar, Gafanha, Palmeiras Braga a Bragu. Svůj debut v Segunda Divisão za B-tým Bragy si odbyl 2. listopadu 2019 v zápase proti Bragançe.
Dne 25. července 2020 odehrál Costa svůj první zápas za Bragu, když ve 46. minutě v zápase proti Portu nastoupil jako náhradník za Pedra Amadora.

### Almería
Dne 10. září 2020 odešel na hostování do týmu UD Almería v Segunda División na sezónu 2020/21. Svůj debut v zahraničí si odbyl o sedmnáct dní později, když nastoupil při venkovní výhře 2:0 nad CD Lugo.
Svůj první profesionální gól vstřelil Costa 24. ledna 2021, když vsítil úvodní gól při domácí remíze 2:2 proti CE Sabadell FC. Dne 11. června, poté, co pravidelně hrál, byl přímo odkoupen a podepsal pětiletou smlouvu.
Costa pomohl Andalusanům k postupu do La Ligy a svůj debut v nejvyšší soutěži si odbyl 14. srpna 2022, když nastoupil při domácí prohře 2:1 s Realem Madrid. Dne 23. září prodloužil smlouvu s klubem do roku 2029.

### Mallorca
Dne 10. srpna 2023 se Costa dohodl na pětileté smlouvě s RCD Mallorca.

## Reprezentační kariéra
Dne 12. října 2024 debutoval Costa za portugalskou fotbalovou reprezentaci při vítězství 2:1 nad Polskem během zápasu Ligy národů UEFA, když nahradil Bernarda Silvu.

## Statistiky

### Klubové
Platí k zápasu hranému 10. listopadu 2024.
| Klub                | Sezóna            | Liga              | Liga   | Liga | Národní pohár | Národní pohár | Ligový pohár | Ligový pohár | Kontinentální | Kontinentální | Ostatní | Ostatní | Celkově | Celkově |
| Klub                | Sezóna            | Soutěž            | Zápasy | Góly | Zápasy        | Góly          | Zápasy       | Góly         | Zápasy        | Góly          | Zápasy  | Góly    | Zápasy  | Góly    |
| ------------------- | ----------------- | ----------------- | ------ | ---- | ------------- | ------------- | ------------ | ------------ | ------------- | ------------- | ------- | ------- | ------- | ------- |
| Braga B             | 2019/20           | Segunda Divisão   | 12     | 1    | —             | —             | —            | —            | —             | —             | —       | —       | 12      | 1       |
| Braga               | 2019/20           | Primeira Liga     | 1      | 0    | 0             | 0             | 0            | 0            | 0             | 0             | —       | —       | 1       | 0       |
| Almería (hostování) | 2020/21           | Segunda División  | 35     | 2    | 3             | 0             | —            | —            | —             | —             | 2       | 0       | 40      | 2       |
| Almería             | 2021/22           | Segunda División  | 38     | 0    | 2             | 0             | —            | —            | —             | —             | —       | —       | 40      | 0       |
| Almería             | 2022/23           | La Liga           | 32     | 1    | 1             | 0             | —            | —            | —             | —             | —       | —       | 33      | 1       |
| Almería             | Celkově           | Celkově           | 105    | 3    | 6             | 0             | —            | —            | —             | —             | 2       | 0       | 113     | 3       |
| Mallorca            | 2023/24           | La Liga           | 34     | 1    | 5             | 0             | —            | —            | —             | —             | —       | —       | 39      | 1       |
| Mallorca            | 2024/25           | La Liga           | 12     | 0    | 0             | 0             | —            | —            | —             | —             | 0       | 0       | 12      | 0       |
| Mallorca            | Celkově           | Celkově           | 46     | 1    | 5             | 0             | —            | —            | —             | —             | 0       | 0       | 51      | 1       |
| Celkově v kariéře   | Celkově v kariéře | Celkově v kariéře | 164    | 5    | 11            | 0             | 0            | 0            | 0             | 0             | 2       | 0       | 177     | 5       |